# Diepzeemijnbouw
Diepzeemijnbouw is een vrij nieuwe manier van mijnbouw waarbij de te delven mineralen op de bodem van de zee liggen. De mijnbouwsites bevinden zich meestal rond grote gebieden met mangaanknollen of nabij al dan niet uitgedoofde hydrothermale bronnen. De bronnen bevatten waardevolle metalen zoals zilver, koper, kobalt, goud, magnesium en zink. Er wordt nog niet op grote schaal aan diepzeemijnbouw gedaan. Wel zijn er al verschillende bedrijven bezig met onderzoeken naar de haalbaarheid van diepzeemijnbouw en de bijkomende schade aan het milieu.

## Geschiedenis
In de jaren 1960 was er voor het eerst grote interesse in het winnen van mangaanknollen op de zeebodem. Mangaanknollen bevatten ijzer en verschillende andere metalen. De knollen bevinden zich op een diepte van 5000 tot 6000 meter. Verschillende landen waaronder Frankrijk, Duitsland en de Verenigde Staten stuurden onderzoeksschepen uit om mangaanknol afzettingen te zoeken. Het delven van mangaanknollen bleek echter minder interessant dan verwacht en in combinatie met de dalende metaalprijzen werden in 1982 de onderzoeken stopgezet zonder enig commercieel succes.
Vanaf begin 21e eeuw is de interesse in diepzeemijnbouw (DZM) weer aangewakkerd. Groeiende vraag naar metalen in China, India, Japan en Korea zorgt ervoor dat deze landen op zoek gaan naar alternatieve manieren om deze metalen te ontginnen. In de nationale wateren van Papoea-Nieuw-Guinea is een grote voorraad aan koper en goud gevonden en Nautilus Minerals Inc. poogt deze te winnen. Naar verwachting zal de vraag naar grondstoffen de komende jaren blijven toenemen waardoor de bronnen aan land niet meer zullen volstaan. Ook wordt door de vele verbeteringen in de diepzeemijnbouwtechnieken het steeds waarschijnlijker dat diepzeemijnbouw haalbaar is.

## Wetten en regelgeving
Het internationale recht rond diepzeemijnbouw is gevat in het VN-zeerechtverdrag dat in voege ging in 1994. Tijdens conventies die aan het verdrag voorafgingen, werd de Internationale Zeebodem Autoriteit (ISA) opgericht. De ISA reguleert de diepzeemijnbouw-projecten buiten de Exclusieve Economische Zone (een gebied van 200 zeemijl (370 km) buiten de kust van een land).
Een vereiste van de ISA is dat landen die aan ontginning van de zeebodem willen doen, de helft van het onderzochte gebied afstaan. Tevens moet men de gebruikte technologie delen, en dit voor een periode van 10 tot 20 jaar. Het ontginnen van mangaanknollen werd in die tijd als een potentieel zeer winstgevende onderneming beschouwd, waardoor de bepalingen van de ISA als redelijk werden gezien. Nochtans weigerden enkele geïndustrialiseerde landen het oorspronkelijke verdrag uit 1982 te ondertekenen.
In januari 2024 stemde het Noorse parlement een wet om de diepzeemijnbouw in de eigen territoriale wateren te vergunnen, “een controversiële primeur”. In december 2024 werden deze plannen al weer in de ijskast geplaatst.

## Ontginning van grondstoffen
De zeebodem bevat talrijke grondstoffen, waaronder zilver, goud, koper, mangaan, kobalt en zink. Deze materialen vindt men in verschillende vormen op de bodem, vaak in hogere concentraties dan aan land.
| Type van minerale afzetting | Gemiddelde diepte | Mineralen                                      |
| --------------------------- | ----------------- | ---------------------------------------------- |
| Polymetallische knollen     | 4000 - 6000 m     | Nikkel, koper, kobalt en mangaan               |
| Mangaankorst                | 800 - 2400 m      | Vooral kobalt, vanadium, molybdeen en platinum |
| Sulfide afzetting           | 1400 - 3700 m     | Koper, lood en zink goud en zilver             |

Diamant wordt reeds in ondiep zeewater ontgonnen door onder andere De Beers. Nautilus Minerals Inc en Neptune Minerals hebben plannen om de diepe wateren van Papoea-Nieuw-Guinea en Nieuw-Zeeland te ontginnen.

## Ontginningstechnieken
In een eerste fase neemt een onderwaterrobot (ROV) bodemstalen van een mogelijk interessant gebied. Deze stalen worden geanalyseerd op de aanwezigheid van kostbare mineralen. Als er eenmaal een mijnsite is bepaald, komt een schip ter plaatse om het gebied te ontginnen.
Er zijn twee methoden om de mineralen naar boven te halen:
- het continuous-line bucket-systeem (CLB) is gelijkaardig aan een transportband, die loopt van de zeebodem tot het wateroppervlak waar een schip de mineralen zal scheiden van het residu.
- Bij hydraulic suction loopt een pijp tot aan de zeebodem, waarlangs de mineralen naar het schip worden gezogen. Een tweede pijp brengt het residu terug naar de bodem.[5]

## Locaties

Op kaart aangegeven velden met minerale afzettingen en (rechtsonder) een detailkaart van de belangrijke Clarion-Clipperton-Zone.

Potentiële diepzeemijnbouwlocaties zijn de velden met mangaanknollen of plaatsen rond actieve of uitgedoofde hydrothermale bronnen op ongeveer 3000-6500 meter diepte. De bronnen creëren sulfideafzettingen, die metalen verzamelen zoals zilver, goud, koper, mangaan, kobalt en zink.
De grootste afzettingen komen voor in de Stille Oceaan tussen Mexico en Hawaï in de Clarion-Clipperton-Zone, een breukzone met een oppervlakte van 4,5 miljoen km². Verspreid over de abyssale vlakte liggen triljoenen mangaanknollen. Mangaanknollen worden verder ook gevonden rond de Midden-Atlantische Rug, rond Papoea-Nieuw-Guinea, de Salomonseilanden, Vanuatu en Tonga, en in het Peru Bassin. De Cookeilanden bevatten een van de grootste afzettingen ter wereld in het zuidelijke Penrhyn-bekken in de buurt van het Manihiki-plateau. Kobaltrijke korsten worden gevonden op onderzeese bergen in de Atlantische en Indische Oceaan en in landen als Micronesië, de Marshalleilanden en Kiribati.

## Impact op het milieu
Diepzeemijnbouw heeft onomkeerbare effecten, die nog uitgebreid moeten worden geëvalueerd. De belangrijkste nu bekende milieueffecten omvatten sedimentpluimen, habitat verstoring op de bodem, licht- en geluidsvervuiling en het vervuilen door giftige metalen. Veel onderzoek is nodig om te voorkomen dat kortzichtig winstbejag onherstelbare schade aanbrengt. Onderzoek van oude diepzeemijnbouw sites geeft aan dat na 40 jaar de biodiversiteit nog verre van hersteld is, herstel na aantasting door diepzeemijnbouw gaat dus enorm traag.

### Sedimentpluimen
Pluimen ontstaan wanneer de resten van het mijnen (meestal fijne deeltjes) worden teruggebracht in de oceaan. Omdat de deeltjes fijn zijn (klein en licht), kunnen ze langere tijd in het water blijven zweven voor ze weer neerslaan op de bodem. Het water is dan voor langer tijd troebel. 
Bodempluimen ontstaan wanneer de resten worden teruggepompt naar de mijnbouwlocatie op de bodem. Afhankelijk van de grootte van de deeltjes en de waterstromingen, kunnen oppervlaktepluimen zich wijd verspreiden. In ondiep water kan het sediment na een storm weer omgewoeld worden, waardoor een nieuwe cyclus van schade begint.
Sediment dat aan de oppervlakte geloosd wordt kan filterende organismen zoals mantaroggen verstoppen. Omdat de geloosde deeltjes de zon blokkeren, remmen ze de groei van fotosynthetiserende organismen, zoals koraal en fytoplankton. Fytoplankton staat aan de basis van de voedselketen en een vermindering reduceert ook de beschikbaarheid van voedsel voor alle andere organismen.

### Habitatverstoring
Het verwijderen van delen van de zeebodem verstoort de habitat van benthische organismen. Voorlopige studies gaven aan dat de zeebodem tientallen jaren nodig heeft om te herstellen van zelfs kleine verstoringen.
Velden met mangaanknollen zijn hotspots van overvloed en diversiteit voor abyssale fauna. De mangaanknollen zorgen voor een harde substraat op de bodem, wat macrofauna aantrekt. Een onderzoek naar benthische gemeenschappen in de Carrion-Clipperton Fracture Zone beoordeelde een gebied van 350 vierkante mijl met een afstand-bestuurde duikboot. Uit de rapportage blijkt dat in dat het gebied een zeer gevarieerde megafaunale gemeenschap gevonden is. Megafauna (dat wil zeggen: soorten langer dan 20 mm) waren onder andere glassponzen, zeeanemonen, blinde vissen, zeesterren, zeekomkommers (psychropotes), vlokreeften en pissebedden (isopoda).  Macrofauna (soorten langer dan 0,5 mm) hadden een hoge soortenrijkdom, met 80-100 soorten per vierkante meter. De hoogste soorten-diversiteit werd gevonden op en onder de mangaanknollen. In een vervolgonderzoek in gebieden met potentieel voor zeebodemmijnbouw identificeerden onderzoekers meer dan 1000 soorten, waarvan 90% voorheen onbekend was. Meer dan 50% van die soorten is afhankelijk van de mangaanknollen om te overleven. Worden de mangaanknollen verwijderd, dan is er geen harde substraat meer over waar deze fauna op kan leven, met als gevolg het uitsterven van unieke diersoorten.

### Licht- en geluidsvervuiling
Diepzeemijnbouw genereert omgevingsgeluid in normaal gesproken stille omgevingen. Lawaai beïnvloedt diepzeevissoorten en zeezoogdieren. De gevolgen zijn onder andere gedragsveranderingen, communicatieproblemen en tijdelijke en permanente gehoorschade.
DZM-locaties zijn normaal gesproken pikdonker. Mijnbouwwerkzaamheden kunnen het lichtniveau verhogen doordat zij de bodem voor het mijnen verlichten. Garnalen die bij hydrothermale bronnen werden gevonden, liepen permanente netvliesschade op toen ze werden blootgesteld aan schijnwerpers van onderzeeërs.
Gedragsveranderingen die kunnen optreden als gevolg van deze vervuilingen zijn onder andere verticale migratiepatronen, het verminderde vermogen om te communiceren en het verminderde vermogen om prooien te detecteren. 

### Vervuiling door metalen
In de mangaanknollen zitten verschillende metalen die zich in de loop van millennia hebben verzameld. Wanneer verstoord zal een deel van deze metalen door de lozing van het afval (waar ook metalen in zullen zitten) in de pluimen meegevoerd en verspreid worden. De metalen kunnen zich ophopen in weefsels van schelpdieren. Deze bioaccumulatie baant zich een weg door het voedselweb en heeft gevolgen voor alle organismen hoger in de voedselketen, waaronder mensen.

## Donkere zuurstof
Onderzoekers van de Schotse vereniging voor mariene wetenschappen hebben gevonden dat mangaanknollen op de diepzeebodem zuurstof produceren. De mangaanknollen staan zuurstof af aan de omgeving. Omdat tot nu toe werd gedacht dat enkel planten en algen donkere zuurstof produceren (zuurstof geproduceerd zonder licht) kan dit gezien worden als een wetenschappelijke aardverschuiving. Dit geeft ook een nieuwe benadering van de  fundamentele vragen over het leven op onze planeet: "Dit zou mogelijk de kern kunnen zijn vanwaar alle leven ontstaan is".

## Protestacties
In december 2023 hebben Greenpeace activisten het onderzoeksschip MV Coco door verstoord. Doel was het verzamelen van gegevens, die een aanvraag voor mijnbouw moeten ondersteunen, onmogelijk te maken. Actievoerders in kano's en rubberboten werden bestreden met waterspuiten. Het onderzoeksschip deed onderzoek in opdracht van The Metals Company. Het schip MV Coco is eigendom van Magellan.
Autofabrikant BMW heeft beloofd geen materialen afkomstig uit diepzeemijnbouw in haar auto’s te gebruiken. Begin augustus 2024 waren 32 landen verenigd in een pleidooi voor een moratorium op de diepzeemijnbouw.
In maart 2020 deed David Attenborough een oproep aan de regeringen om mijnexploitatie van de zeebodem te verbieden, nu onderzoek waarschuwde voor onherstelbare schade aan de ecosystemen die het leven in de oceaan ondersteunen. Ook organisaties verenigd in de Deep Sea Conservation Coalition (DSCC), riepen op tot een moratorium op het verlenen van licenties.